# Frank Buck
Frank Howard Buck (17 de marzo de 1884-25 de marzo de 1950) fue un cazador y «coleccionista de animales salvajes», así como escritor y actor, director y productor cinematográfico de nacionalidad estadounidense. Fue conocido por su libro Bring 'Em Back Alive y por sus filmes de aventuras en la jungla rodados en las décadas de 1930 y 1940, entre ellos Wild Cargo, Jungle Cavalcade y Jacaré.

## Primeros años
Nacido en Gainesville (Texas), Buck se crio en Dallas y se destacó en geografía.
Siendo todavía niño, Buck empezó a coleccionar pájaros y pequeños animales, trabajando más adelante como cowboy. Tras acompañar a un transporte de ganado a Chicago, optó por no volver a Texas, y pasó el resto de sus días ganándose la vida en ocupaciones diversas mientras buscaba aventuras. En 1911 ganó 3.500 dólares al póker y decidió viajar al extranjero por vez primera, dejando a su esposa y poniendo rumbo a Brasil. En su viaje de vuelta a Nueva York se trajo pájaros exóticos, viéndose sorprendido por los beneficios económicos obtenidos con su comercio. A ese viaje siguieron otros a Singapur, viajando por todo el mundo a lo largo de 18 años, hasta que el crac del 29 le dejó arruinado. Sin embargo, sus amistades le prestaron 6.000 dólares y pronto volvió a obtener ganancias con sus actividades.

## Zoo de San Diego
Frank Buck consiguió el 13 de junio de 1923 el puesto  temporal de director del Zoológico de San Diego, siendo contratado por un período de tres años por el Dr. Harry M. Wegeforth, fundador de la institución. El Dr. William Temple Hornaday, director del Zoológico del Bronx, había recomendado a Buck para el puesto. Pero Buck chocó pronto con Wegeforth y dejó el zoo tras tres meses de trabajo, volviendo a recolectar animales.

## Escritor
Cuando el corresponsal de guerra Floyd Gibbons sugirió a Buck escribir sobre sus experiencias con los animales, este colaboró con Edward Anthony para lanzar Bring 'Em Back Alive (best seller en 1930) y Wild Cargo (best seller en 1932). Aunque esos libros le dieron fama mundial, Buck afirmaba más adelante que él estaba más orgulloso de su libro de 1936 On Jungle Trails, utilizado como texto de lectura en los colegios.
En 1941 Buck publicó su autobiografía, All In A Lifetime. Otros libros escritos por él fueron Fang and Claw, On Jungle Trails, Tim Thompson in the Jungle, Jungle Animals (en colaboración con un dramaturgo radiofónico, Ferrin Fraser) y Animals are Like That, este último escrito en colaboración con la periodista Carol Weld.

## Estrella circense
En 1938 Ringling Brothers and Barnum & Bailey Circus hizo a Buck una lucrativa oferta para viajar como su estrella, entrando en el espectáculo a lomos de un elefante. Buck se negó a formar parte de la American Federation of Actors, afirmando que él era «un científico, no un actor». Aunque hubo una amenaza de huelga si no se sumaba al sindicato, él mantuvo su postura, aunque manifestando su adhesión a la causa de los trabajadores. Finalmente, el sindicato dio a Buck una dispensa especial para presentar al gorila Gargantúa sin necesidad de estar registrado como actor.

## Exposición Universal de Chicago (1933)yExposición General de segunda categoría de Nueva York de 1939
Buck montó una exhibición de animales salvajes, Frank Buck’s Jungle Camp, para la Exposición Universal de Chicago (1933). Más de dos millones de personas visitaron la reproducción del campamento en el cual él y sus ayudantes nativos vivían en Asia mientras recolectaba animales. Tras el cierre de la feria, Buck trasladó el campamento a un recinto creado por Buck en Amityville. En 1939 Buck llevó su campamento a la Exposición General de segunda categoría de Nueva York de 1939.

## Grabación discográfica
«Tiger», un disco infantil grabado en 1950 por Columbia Records, fue una producción que combinaba dos historias sacadas del libro Bring 'Em Back Alive.

## Vida personal y últimos años
En 1901, Buck, entonces con 17 años y botones del Hotel Virginia de Chicago, se casó con Amy Leslie, una crítica teatral del Chicago Daily News, de 46 años. Amy Leslie vivía en el hotel cuando los dos se conocieron. Se divorciaron en 1913. 
En 1914 Buck se casó con Nina C. Boardman, una taquígrafa de Chicago, que le acompañó a sus expediciones en la jungla. La pareja se divorció en 1927.
En 1928 Buck se casó con Muriel Reilly, con la que tuvo una hija. Buck pasó sus últimos años en su propiedad familiar en San Angelo, Texas, falleciendo en 1950 en un hospital de Houston, Texas, a causa de un cáncer de pulmón, producto de toda una vida de hábito tabáquico. Sus restos fueron incinerados y las cenizas esparcidas.

## Filmografía
- Africa Screams (1949), como él mismo.
- Tiger Fangs (1943), como él mismo.
- Jacaré (1942), como él mismo. Dirigida por Charles E. Ford y producida por Jules Levey.
- Jungle Cavalcade (1941), como el narrador.
- Jungle Menace (1937), como Frank Hardy. Dirigida por George Melford y Harry L. Fraser, producida por Louis Weiss.
- Fang and Claw (1935), como él mismo. También director y autor del libro original.
- Wild Cargo (1934), como él mismo y narrador. También productor y autor del libro original. Dirigida por Armand Denis con música de Winston Sharples.
- Bring 'Em Back Alive (1932), como él mismo y narrador. También autor del libro original. Dirigida por Clyde E. Elliott, producida por Amadee J. Van Beuren y música de Gene Rodemich.